# Jaoid Chiguer
Jaoid Chiguer (* 11. August 1985 in Troyes; † 25. Januar 2021 in Rosières-près-Troyes) war ein französischer Boxer.

## Erfolge
Jaoid Chiguer wurde 2010 Französischer Meister im Weltergewicht, sowie 2005, 2006 und 2009 jeweils Vizemeister.
Er gewann 2005 eine Bronzemedaille bei den Frankophonen Spielen, schied bei den Europameisterschaften 2006 in der Vorrunde gegen Bülent Ulusoy aus und siegte 2008 bei der europäischen Olympiaqualifikation in Athen. Er hatte sich dabei gegen Balázs Bácskai, Jan Romanovskis, Andrei Balanow und Kakhaber Zhvania durchgesetzt. Bei den Olympischen Spielen 2008 in Peking schlug er in der Vorrunde Aliasker Başirow, schied jedoch anschließend gegen Dilschod Machmudow aus. 
Bei den Europameisterschaften 2008 in Liverpool besiegte er Dmitrijs Sostaks, Vasile Belous und Borna Katalinić, ehe er im Halbfinale gegen Jack Culcay-Keth unterlag und eine Bronzemedaille gewann. Bei den Weltmeisterschaften 2009 in Mailand verlor er in der zweiten Vorrunde gegen Andrei Samkowoi.
Zwischen April 2012 und Mai 2014 bestritt er sieben Profikämpfe in Frankreich, die er allesamt gewinnen konnte.
Er starb im Alter von 35 Jahren in einer Boxsporthalle in Rosières-près-Troyes, wo er als Boxtrainer beschäftigt war, an Herzversagen.